# Flugplatz Hockenheim

i7
i11
i13

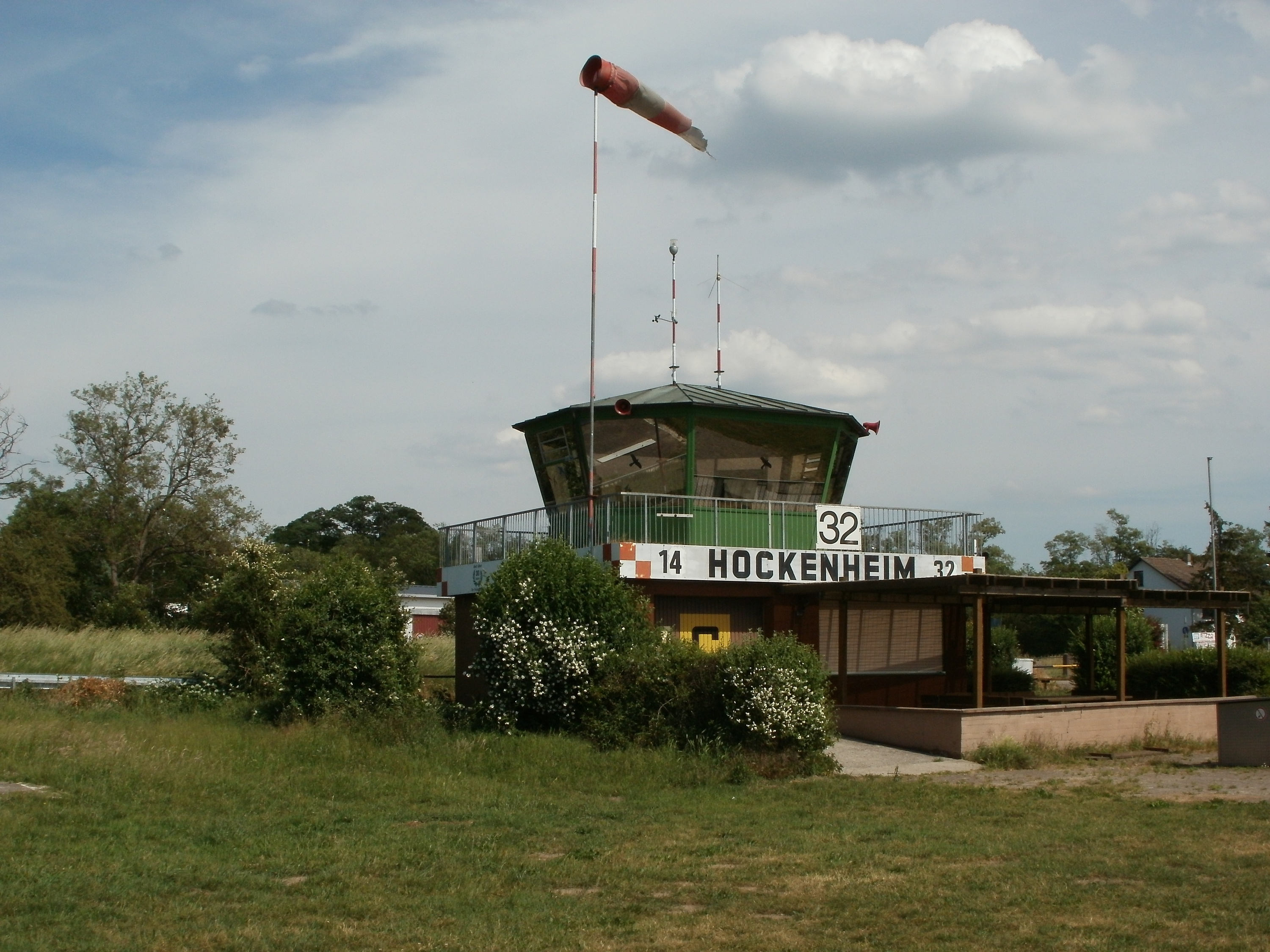
Turm des Flugplatzes

Der Flugplatz Hockenheim (ICAO-Code: EDFX) ist ein Sonderlandeplatz im Rhein-Neckar-Kreis. Er ist für Segelflugzeuge, Motorsegler, Ultraleichtflugzeuge und Motorflugzeuge mit einem Höchstabfluggewicht von bis zu zwei Tonnen zugelassen.

## Zwischenfälle
- Am 3. Juni 2006 kam ein Segelflugzeug vom Typ Glaser-Dirks DG-800B bei der Landung zu kurz und kollidierte mit Bäumen. Der Pilot wurde schwer verletzt.[1]

- Am 7. Mai 2011 startete ein Segelflugzeug vom Typ Schleicher ASK 21 im Windenstart. Auf einer Höhe von etwa 80 Metern riss das Windenseil. Nach einer Abfangkurve setzte das Flugzeug hart auf und wurde schwer beschädigt. Der Pilot blieb unverletzt.[2]

- Am 10. September 2017 startete ein Segelflugzeug vom Typ Rolladen Schneider LS8-a im Windenstart. In niedriger Höhe ging das Flugzeug in einen sehr steilen Schleppflug über, kippte nach rechts ab und prallte circa 200 Meter von der Startstelle entfernt fast senkrecht auf den Boden. Der 60-jährige Pilot verstarb noch an der Unfallstelle.[3]
- In der Nacht zum 19. Juni 2023 wurden bei einem Großbrand zahlreiche Flugzeuge des ortsansässigen Sportfliegerclubs zerstört. Bei den Flugzeugen handelte es sich um Vereins- und Privatflugzeuge.[4]